# 五代目田畑喜八
五代目田畑喜八（ごだいめたばたきはち） は、友禅技法を用いた染色に特化した日本の染色作家。

## 経歴
田畑は1935年11月12日に京都で誕生。本名は義彦。早稲田大学第一文学部で美術を専攻し、京都市立芸術大学の日本画学科を修了。1985年にジェノヴァで日本の染織展を開催し、1987年に京都染芸協同組合の会長と日本手描染織連盟の会長に就任。1995年に五代目を襲名。

## 顕彰歴
2006年に旭日双光章を受章した。

## 作風
田畑の作品には、古典的な日本の模様やモチーフが多く使われる。特に「田畑ブルー」と呼ばれる青色の使用で知られており、デパートに頻繁に訪れて流行の色をリサーチしている。家族の着物コレクションである「田畑コレクション」 に見られる作品をよく参考にしている。